# بخش پیت (شهرستان ویاندوت، اوهایو)
بخش پیت (به انگلیسی: Pitt Township) یک منطقهٔ مسکونی در ایالات متحده آمریکا است که در شهرستان وایندات، اوهایو واقع شده‌است.
 بخش پیت ۱۰۲٫۴ کیلومتر مربع مساحت و ۱٬۰۱۲ نفر جمعیت دارد و ۲۶۸ متر بالاتر از سطح دریا واقع شده‌است.